# Lafayette Leake

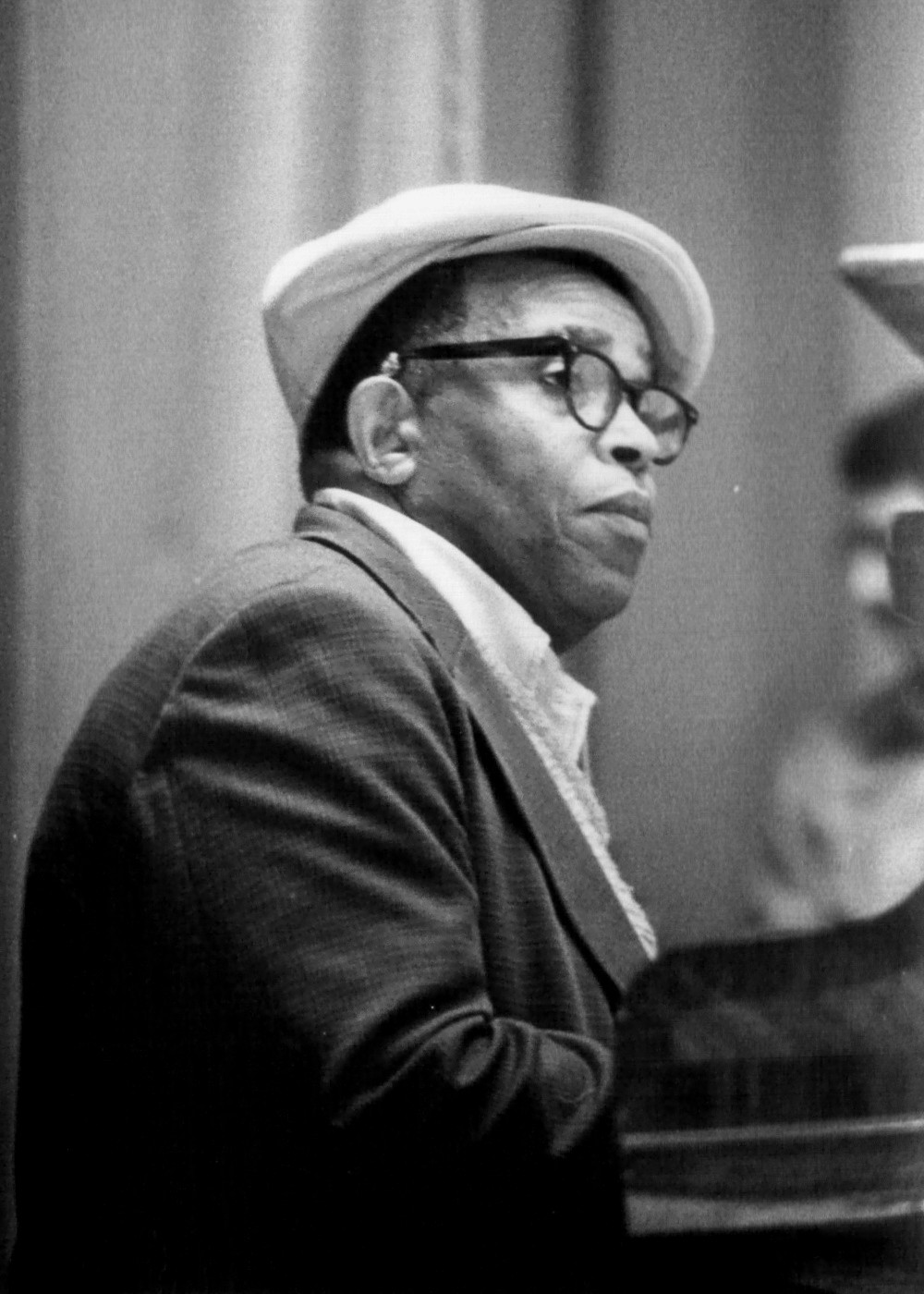
Lafayette Leake, 1978

 Lafayette Leake  (* 1. Juni 1920 in Winona, Mississippi; † 14. August 1990 in Chicago, Illinois) war ein US-amerikanischer Bluespianist.

## Leben
Leake ist einer der unbesungenen Helden der Bluesmusik. Da er nicht daran interessiert war, jenseits seiner Musik im Rampenlicht zu stehen, weiß man nur wenig über sein Leben. Er wuchs in einem musikalischen Elternhaus auf, in dem eine Menge von verschiedenen Stilen gepflegt wurden, von Klassik bis Blues. Seine Fähigkeit, jede Art von Musik nach Gehör nachzuspielen, war bemerkenswert. Das und seine Technik machten ihn zu einem wichtigen Bestandteil von Chicagos Bluesszene in den frühen 1950er-Jahren.
Er wurde Mitglied des Big Three Trio, wo er Leonard Caston ersetzte, Anfang der 1950er-Jahre und dem Bassisten Willie Dixon blieb er sein Leben lang verbunden. Als Dixon zu Chess Records als Songwriter und Produzent ging, war Leake dabei. Er spielte bei allen von Dixon produzierten Songs und daneben noch bei vielen anderen Sessions. So spielte er zum Beispiel das Klavier auf Chuck Berrys "Johnny B. Goode". Die Liste der Musiker, die er begleitete, liest sich wie ein Who is Who der Bluesmusik.(Chuck Berry, Howlin’ Wolf, Billy Boy Arnold, Otis Rush, Junior Wells, Little Walter, Homesick James, Sonny Boy Williamson, Buddy Guy, Koko Taylor und viele andere) In den 1960er-Jahren bildete Willie Dixon die Chicago Blues All-Stars, deren Pianist Leake war. Mit dieser Band tourte er bis Mitte der 1970er-Jahre, danach machte er nur mehr wenige Tourneen und Aufnahmen. Bemerkenswert blieb sein Auftritt beim Chicago Blues - Festival 1986 mit Chuck Berry und Keith Richards und 1988 spielte er auf Willie Dixons "Hidden Charms" Piano. Lafayette Leaks starb im August 1990 an den Folgen eines Diabeteskoma, nachdem er einige Tage unentdeckt in seinem Haus lag.
Neben seiner Tätigkeit als Session-Musiker nahm er auch eigene Alben auf, was aber erst in den 1970er Jahren geschah. (Might Is Right, Soul Wrinkles beide in den 1960er-Jahren; Feel So Blue (1978) Black & Blue (Frankreich), reissued als Easy Blues (2002))

## Sonstiges
Auch als Songwriter war er aktiv, wobei einige seiner Songs gecovert wurden, so zum Beispiel "Love That Woman" von Fleetwood Mac auf ihrem Album The Original Fleetwood Mac. Sein Song "Wrinkles" (gesungen vom Big Three Trio) war Teil des Soundtracks zu David Lynchs Film "Wild at Heart". Die US-amerikanische Band Slo Leak benannte sich nach einem Instrumentaltitel Leaks.